# Akbar Behkalam
Akbar Behkalam (* 16. September 1944 in Täbris, Iran; † 7. Februar 2025 in Berlin) war ein iranisch-deutscher Maler und Bildhauer.

## Leben
Akbar Behkalam wurde 1944 in Täbris geboren, der Hauptstadt der heutigen iranischen Provinz Ost-Aserbaidschan. Von 1961 bis 1964 studierte er Kunst an der Hochschule der Künste Täbris. Nach seinem Militärdienst im iranischen Kurdistan zog er nach Istanbul, wo er an der Mimar-Sinan-Universität Freie Kunst studierte und Meisterschüler von Bedri Rahmi Eyüboğlu wurde. 1972 bis 1974 lebte er in verschiedenen europäischen Städten, u. a. in Paris, Frankfurt, Rom und Berlin. 1974 ging er zurück in den Iran, um dort an der Kunsthochschule Täbris zu unterrichten. Seit 1976 lebte Behkalam in Berlin. Seit 1989 hatte er ein Atelier in Brandenburg. Er war verheiratet und hat zwei Kinder. Er starb im Februar 2025 in Berlin.

## Werk
Akbar Behkalams oft großformatige Arbeiten setzen sich häufig mit politischen Themen auseinander. Sind die frühen Werke noch sehr stark vom Neuen Realismus in Symbiose mit persischer Miniaturmalerei geprägt, sind spätere Arbeiten bis heute eher abstrakt-expressiv. Häufig wiederkehrendes Thema ist die Formation und Choreographie von Menschenmassen.
Die wechselvolle Geschichte seines Heimatlandes ist immer wieder Thema seiner Arbeiten: so beschäftigt sich die Serie „Persepolis“ (1977–1979) mit alt-persischer Ikonographie, die mit den Erschießungskommandos des Schah-Regimes konfrontiert wird und unter dem Einfluss der Iranischen Revolution entstand. In den achtziger Jahren schuf er den Werkzyklus „Gerechtigkeit in Allahs Name“, der die Menschenrechtsverletzungen der Islamischen Republik thematisiert.
Von 1984 bis 1986 hat sich Behkalam extensiv mit der deutschen Revolution von 1848 auseinandergesetzt und viele großformatige Bilder geschaffen, die 1986 in seiner ersten großen Einzelausstellung in der Staatlichen Kunsthalle Berlin präsentiert wurden. In Berlin ist er mit mehreren Wandbildern und Monumenten im öffentlichen Raum vertreten, so gestaltete er das Mahnmal für Cemal Kemal Altun in der Berliner Hardenbergstraße.
Behkalam hat seine Arbeiten in vielen Einzel- und Gruppenausstellungen, sowohl in Deutschland als auch international gezeigt. Im Jahr 2009 wurde er zum Sieger der Taschkent Biennale von Usbekistan gekürt.

## Einzelausstellungen (Auswahl)
- 1975 Seyhun Gallery Tehran, Iran
- 1981 Kunstamt Kreuzberg-Bethanien, Berlin
- 1982 Kunstverein Offenbach
- 1982 Städtische Galerie Schloss Oberhausen
- 1987 Staatliche Kunsthalle Berlin
- 1987 Städtische Galerie Schloss Oberhausen
- 1987 Museum Bochum
- 1987 Stadtgalerie Saarbrücken
- 1988 Überseemuseum Bremen
- 1988 Galerie Linneborn, Bonn
- 1988 Workshop I, Rio de Janeiro, Brasilien
- 1989 California State University, Los Angeles, USA
- 1990 Phoebe Conley Art Gallery, Fresno, USA
- 1991 International Gallery on Broadway, Los Angeles, USA
- 1993 Villa Oppenheim (Berlin)
- 1998 Galerie Georges Pompidou, Anglet/Frankreich (mit Bernd Kaute und Johannes Heisig)
- 2005 Spreeport, Ver.di, Berlin
- 2006 Kunsthalle Arnstadt (mit Dorsten Klauke und Trak Wendisch)
- 2010 Galerie Linneborn, Berlin

## Gruppenausstellungen (Auswahl)
- 1977 Hommage à Nazim Hikmet, Kunstamt Kreuzberg, Berlin
- 1978 Berlin in Bottrop, Kulturwochen Bottrop
- 1980 Künstler gegen den Krieg, NGBK, Berlin
- 1981 30 Jahre BBK, Staatliche Kunsthalle Berlin
- 1983 1933 – Wege zur Diktatur, Staatliche Kunsthalle Berlin
- 1983 300 Jahre danach, Museum des 20. Jahrhunderts, Wien
- 1983 Eine Woche im September, Galerie Hilger, Wien
- 1984 Rationalisierung, Staatliche Kunsthalle Berlin
- 1984 Otto-Nagel Preis 1984, Rathaus Wedding, Berlin
- 1984 Ich lebe in Deutschland, Städtisches Kunstmuseum Bonn
- 1984 Der Krieg trifft jeden ins Herz, Palast der Künste, Minsk
- 1986 Das andere Land, Groß Orangerie, Schloss Charlottenburg, Berlin / Museum Bochum / Paulskirche, Frankfurt/Main / Stadtgalerie Saarbrücken; Kultur unterm Turm
- 1986 15 Berliner Künstler in Brasilien, Museu de Arte de Sao Paulo / Museu de Arte do Rio Grande do Sul, Porto Alegre
- 1986 Berliner Stadtansichten, Wien, Amsterdam, Nimwegen, London, Istanbul, Paris, Bonn, Berlin
- 1987–1988 Momentaufnahme (Wanderausstellung durch Brasilien) Joao Pessoa, Paraiba / Museo de Arte Contemporana / Blumenau, Porto Alege, Sao Paulo, Curitiba / Caracas, Venezuela
- 2009 5th Taschkent Biennale, Usbekistan. Erster Preis.